# Ljubercy
Ljubercy (rusky Люберцы) je město v Moskevské oblasti Ruska, centrum Ljuberckého rajónu. Město leží 19 km jihovýchodně od Moskvy. Status města obdrželo v roce 1925.
Od roku 1949 do roku 1951 zde studoval Jurij Gagarin a v roce 1931 se narodil Anatolij Pristavkin.